# Auer Kotten
Der Auer Kotten war ein Schleifkotten an der Wupper in der bergischen Großstadt Solingen. Heute befindet sich etwa 180 Meter unterhalb des 1965 abgerissenen Kottens ein Laufwasserkraftwerk, das ebenfalls den Namen Auer Kotten trägt. Es deckt mit seiner jährlichen Stromproduktion den Bedarf von ungefähr 400 Haushalten.

## Lage und Beschreibung
Der Auer Kotten befand sich im Unteren Wuppertal im äußersten Süden von Solingen. Dort befand er sich in den niedrigen Flussauen auf dem Abschnitt zwischen Glüder im Osten und Rüden im Westen am Nordufer der Wupper. Der Fluss bildet in diesem Abschnitt die Stadtgrenze zu Leichlingen. Der Kotten war von Wüstenhof über einen schmalen Weg aus zu erreichen.
Der einstige Obergraben des Kottens ist noch vorhanden, er wird heute zum Antrieb eines Laufwasserkraftwerkes genutzt. Am Ende des Obergrabens befindet sich heute eine Turbine mit einer Leistung von max. 250 kW. Das Wuppergefälle liegt im Bereich Auer Kotten bei ungefähr 2,40 Meter. Nördlich der Wüstung des Kottens thront auf einem Bergsporn Burg Hohenscheid über der Wupper. Ferner ist das Gebiet durch Wanderwege erschlossen, auch der Klingenpfad führt in der Nähe des einstigen Kottens vorbei.
Benachbarte Orte sind bzw. waren (von Nord nach West): Hohenscheid, III. und II. Balkhausen, Bielsteiner Kotten, Wolfstall, Wupperhof, Wüstenhof und Breidbach.

## Geschichte

### Schleifkotten
Der Auer Kotten, benannt nach seiner Lage in den Flussauen bei Wupperhof, entstand vermutlich in der zweiten Hälfte des 16. Jahrhunderts. Es handelte sich ursprünglich um eine Doppelkottenanlage mit hintereinanderliegendem Innen- und Außenkotten.:56–59
In dem Kartenwerk Topographia Ducatus Montani von Erich Philipp Ploennies, Blatt Amt Solingen, aus dem Jahre 1715 ist der Kotten als Doppelkottenanlage ohne Namen verzeichnet. Er wurde in den Ortsregistern der Honschaft Balkhausen innerhalb des Amtes Solingen geführt. Die Topographische Aufnahme der Rheinlande von 1824 verzeichnet den Kotten ebenfalls unbeschriftet, die Preußische Uraufnahme von 1844 verzeichnet den Kotten als Schl. In der Karte vom Kreise Solingen des Solinger Landmessers C. Larsch aus dem Jahr 1875 ist der Ort als Auekotten verzeichnet. In der Preußischen Neuaufnahme von 1893 ist er als Schlf. Aue verzeichnet.
Der Auer Kotten gehörte nach Gründung der Mairien und späteren Bürgermeistereien zur Bürgermeisterei Dorp, die im Jahre 1856 das Stadtrecht erhielt, und lag dort in der Flur VI. Hohenscheid. Die Bürgermeisterei beziehungsweise Stadt Dorp wurde nach Beschluss der Dorper Stadtverordneten zum 1. Januar 1889 mit der Stadt Solingen vereinigt. Damit wurde der Auer Kotten ein Teil Solingens.
Der Kotten brannte im Jahre 1906 vollständig ab. Er wurde kurz darauf als einfacher Backsteinbau an gleicher Stelle wiedererrichtet und bis nach dem Zweiten Weltkrieg weiterhin als Schleifkotten genutzt. Zulauf bekam der Kotten auch von ehemaligen Schleifern des Heiler Kottens, der nach dem Zweiten Weltkrieg für Wohnzwecke genutzt wurde. Im Jahre 1950 wurde der Auer Kotten jedoch durch ein Hochwasser geschädigt. Schließlich wurde der Kotten im Jahre 1965 abgerissen.:56–59

### Wasserkraftwerk
An der Stelle des Auer Kottens wurde nach dessen Abriss ein Wasserkraftwerk in Betrieb genommen. Erster Betreiber der Anlage war einer der ehemaligen Schleifer des Auer Kottens, um mit den Erlösen aus der Stromproduktion sein Einkommen zu sichern. Das Kraftwerk wurde im Februar 1966 in Betrieb genommen. Angetrieben wurde ursprünglich eine 35 PS-Turbine, der erzeugte Strom wurde in das Netz der RWE eingespeist. 1981 wurde das Kraftwerk durch einen Investor aus dem Allgäu übernommen.:56–59 Die Konzession zum Betrieb des Kraftwerks lief allerdings im Jahre 1998 zunächst aus.
Um eine neue Konzession zu erhalten, wurde das Kraftwerk bis 2012 umfassend modernisiert und außerdem eine neue 120 Meter lange Fischtreppe gebaut. Nach Fertigstellung aller Arbeiten nahm das Kraftwerk im Sommer 2012 seinen Betrieb wieder auf, Betreiber ist die Wasserkraft Widdert GbR. Mit einer jährlichen Stromproduktion der Anlage kann der Bedarf von ungefähr 400 Haushalten gedeckt werden.